# Genrich Barduchmiosovič Oganesjan
Genrich Barduchmiosovič Oganesjan (Erevan, 1º settembre 1918 – Mosca, 2 dicembre 1964) è stato un regista sovietico.

## Filmografia parziale

### Regista
- Priključenija Kroša (1961)
- Tri pljus dva (1962)